# دلانو لاس وگاس
دلانو لاس وگاس (انگلیسی: Delano Las Vegas) یک هتل لوکس در لاس وگاس استریپ، آمریکا است.
این هتل که در سال ۱۷ دسامبر ۲۰۰۳ تاسیس شده داری ۴۳ طبقه و ۱۱۱۸ سوئیت است که متعلق به اقامتگاه‌های بین‌المللی ام‌جی‌ام می‌باشد.

## نگارخانه

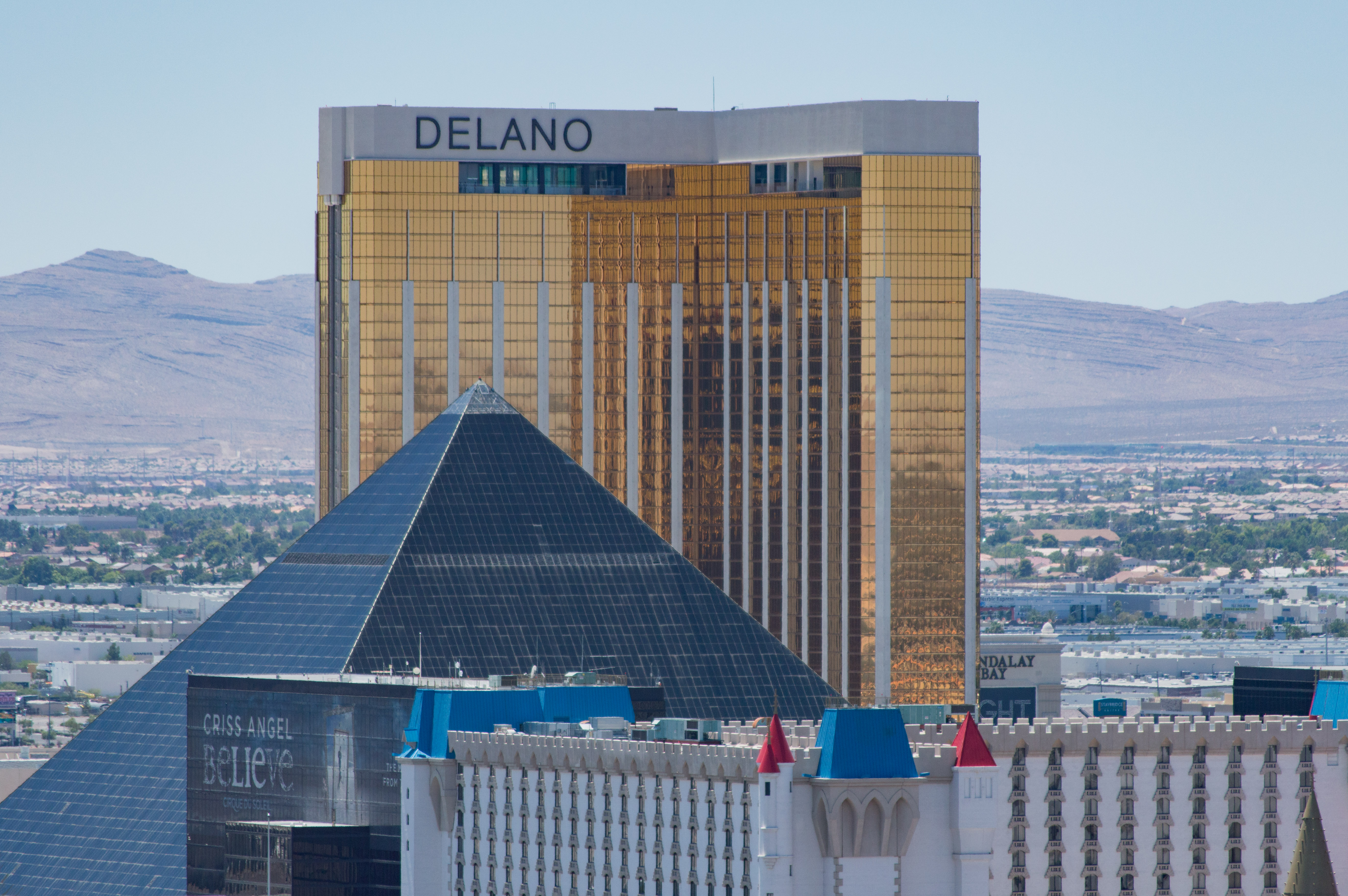
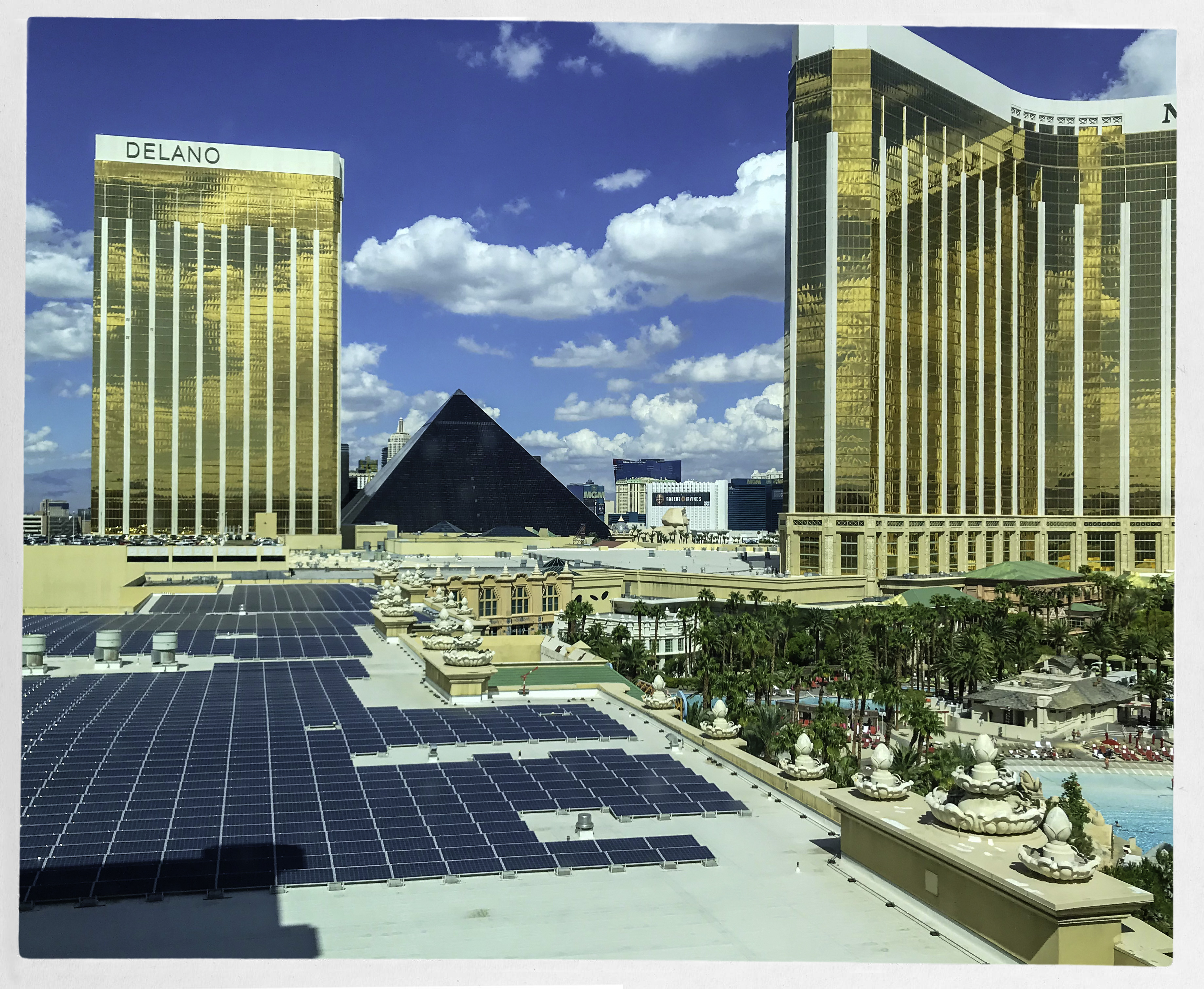
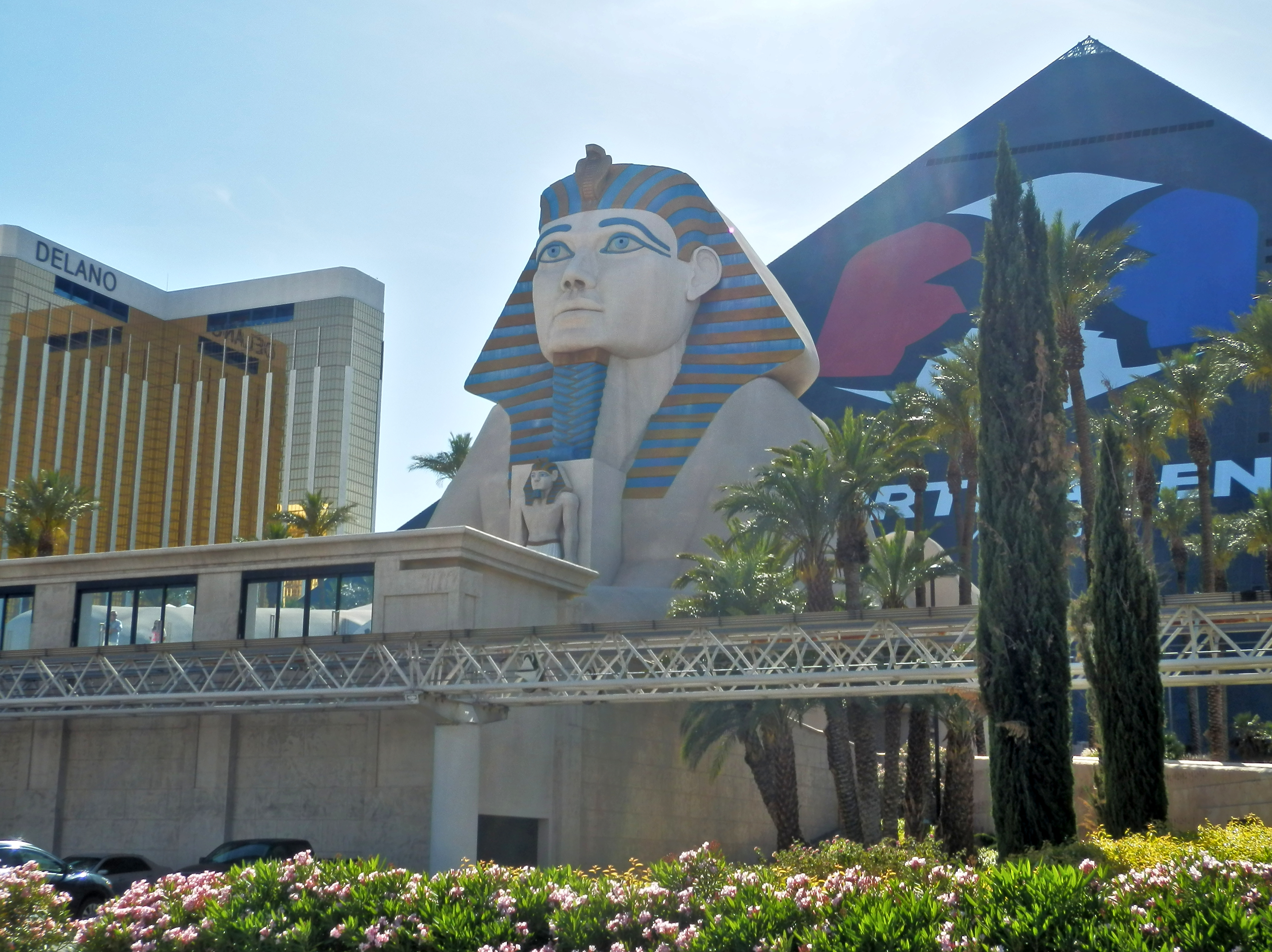